# FEW
FEW is een historisch Brits merk van motorfietsen.
Het merk dankte zijn naam aan de initialen van de eigenaar: F.E. Waller. De bedrijfsnaam was F.E. Waller, later F.E.W. Patents & Engine Co., Kew Gardens, London.
Waller maakte zeer moderne, lange motorfietsen met stroomlijnkuip, die echter geen commercieel succes werden.
Waller had al in 1920 patent gekregen op omhulsels die de - toen nog - open klepveren en -stelen beschermden tegen vervuiling. Die verkocht hij al onder de naam "FEW". Hij maakte ook een prototype van een motorfiets waarvoor hij een 6pk-JAP-inbouwmotor gebruikte. Die werd in een zeer laag, sportief frame met een geveerde Saxon-voorvork gemonteerd. Deze machine had nog directe riemaandrijving naar het achterwiel, maar had al een wrijvingskoppeling, waarvan de constructiedetails niet vrijgegeven werden. In september 1920 werd de machine voor het eerst aan het publiek getoond met de bedoeling een fabrikant te interesseren, maar dat mislukte.
In 1926 kwam Waller met een nieuw project, een bijzondere tweewielig scooter-achtig voertuig dat met uitzondering van de voorvork helemaal van plaatwerk was voorzien. Ook deze machine was laag gebouwd en had aparte zitplaatsen voor rijder en duopassagier en een klein triplexglazen ruitje. De motorfiets kon voorzien worden van een 600cc-eencilinder zijklepmotor of een 976cc-V-twin van JAP. Hij had een Burman of Sturmey-Archer-drieversnellingsbak en volledige kettingaandrijving. De 600cc-versie kreeg de naam "Popular", de zware versie heette "Paramount-Duo". Vanaf het balhoofd liepen dubbele framebuizen naar beneden en verder lag het hele frame gelijk of lager dan de wielassen. Het plaatwerk deed ook dienst als beenkappen en als achterspatbord. Ook deze modellen werden tentoongesteld, maar er werd nog geen producent gevonden. Pas tijdens de Olympia Show in oktober 1927 werd bekend dat er een serieproductie zou worden opgestart, maar nu met een 499cc-zijklepmotor van Blackburne. De fabrikant was toen wellicht nog niet bekend, maar in 1928 werden drie modellen tentoongesteld door het warenhuis Selfridges of London. De machines verschenen ook in de koopgidsen, maar de productie werd nooit echt opgestart of in 1928 alweer beëindigd.